# City Market
City Market es una cadena de supermercados de origen prémium, dirigido a la clase media-alta, ubicado en zonas residenciales como Polanco, Del Valle, o Santa Fe, fundada en 2006, en el Estado de México, por la cadena de supermercados Comercial Mexicana, actualmente conocida como La Comer.

## Historia

### Los inicios de City Market como parte de Controladora Comercial Mexicana
Su historia surge en el año 2006 con la inauguración de su primera sucursal ubicada en un centro comercial en Interlomas, Estado de México (City Market Interlomas) y en el cual genera la aceptación del público, por lo que más adelante abrirían un poco más de 5 sucursales ubicadas en la Ciudad de México durante el lapso de 2011-2012.
Posteriormente abre su segunda sucursal en la Colonia Del Valle en la Ciudad de México (City Market Pilares) en el año 2008, tiempo más tarde abren su tercera sucursal en Lomas de Chapultepec(City Market Lomas de Chapultepec), (anteriormente Sumesa) en enero de 2012, tiempo después en diciembre del mismo año abre su cuarta sucursal ubicada en la zona de San Jerónimo en Jardines del Pedregal (City Market San Jerónimo) junto a un restaurante Beer Factory, después se generaron dos nuevas aperturas en ubicaciones como Santa Fe (City Market Santa Fe)y Plaza Carso (City Market Plaza Carso) en Polancocon ubicaciones en la Ciudad de México.

### City Market como parte del Grupo La Comer
El 5 de enero de 2016, tras la compra de gran parte de las unidades de Comercial Mexicana a Tiendas Soriana, las 6 sucursales de City Market pasan a formar parte del nuevo Grupo La Comer junto con los ya conocidos formatos Fresko y Sumesa, además del nuevo formato llamado La Comer.
Durante el nuevo ciclo con Grupo La Comer, City Market se extiende a diferentes territorios de la República Mexicana, empezando por el año 2016 con la apertura de la séptima sucursal en el estado de Querétaro en Plaza Antea, siendo esta la primera sucursal en inaugurarse en el interior de la República Mexicana fuera de la Ciudad de México y su área metropolitana.
En noviembre de 2017, Grupo La Comer anunció una inversión de 200 millones de pesos para abrir su primera tienda City Market en la ciudad de Guadalajara, Jalisco, siendo esta la octava sucursal de este formato ubicada en Plaza Patria.Un mes después, en diciembre del mismo año City Market abre su novena sucursal ubicado en el Centro comercial Solesta en Angelópolis Puebla, la cual contó con una inversión de 480 millones de pesos,que anteriormente esta sucursal era una tienda Mega Comercial Mexicana abandonada desde 2015,tiempo más tarde en julio de 2018 City Market abrió su primera tienda en la ciudad de Cuernavaca, Morelos con una inversión de 380 millones de pesos siendo la tienda número 10 de la cadena.
Posteriormente, a casi un año después de su última apertura, en mayo de 2019 llega a Monterrey, Nuevo León, en el municipio de San Pedro Garza García además de ser la sucursal más grande y después de que sucedieran más de 20 años de que Grupo La Comer no pisara este estado de la república mexicana.
En agosto de 2021, City Market llega por primera vez al Estado de Guanajuato con la apertura de su primera sucursal en el municipio de San Miguel de Allende ubicada a la vez a un costado de una tienda La Comer al sur de San Miguel de Allende, cuya sucursal cuenta una superficie de piso de ventas de 5,269 metros cuadrados.
El 30 de octubre de 2024, se expande en el Área Metropolitana de Guadalajara con el inicio de operaciones de la segunda sucursal en el municipio de Zapopan, Jalisco con City Market López Mateos bajo un área de ventas de 4,300 metros cuadrados, cuya inauguración fue encabezada por el director general de La Comer, Santiago García García, cuya sucursal se aplicó una inversión de 459 millones de pesos así como la generación de 261 empleos directos más 183 empleos indirectos a partir de su apertura.
Posteriormente, el 13 de noviembre del mismo año, inició sus operaciones la sucursal City Market Satélite en Ciudad Satélite dentro del centro comercial Samara Satélite, en el Municipio de Naucalpan de Juárez, Estado de México, el cual se contó con una inversión de 419 millones de pesos, generando 532 empleos durante su apertura.
Actualmente, City Market cuenta con un total de 15 sucursales, con las cuales se encuentra presente en 8 Estados de la República Mexicana.
En el año 2024 Grupo La Comer planea abrir 3 sucursales City Market, así como 2 sucursales Fresko y 3 tiendas de La Comer.

## Descripción de formato
City Market es un supermercado premium, el cual va dirigido a consumidores de nivel socioeconómico alto, cuyo formato se encarga de ofrecer al consumidor, productos con gran variedad de elementos exclusivos en una tienda gourmet especializada, como quesos, mermeladas, productos gurmé, vinos y licores, panadería y pastelería fina y especias exóticas, adicionalmente a los departamentos ya conocidos como abarrotes, frutas y verduras, panadería, salchichonería, carnes, pescados y mariscos, comida preparada, farmacia, perfumería, cuidado personal, artículos para el hogar y blancos, y como un valor agregado a sus formatos hermanos, cada sucursal cuenta con áreas de comida como Cafetería, Gelateria, Pintxos y Bar do Mar.
Su piso de ventas oscilan entre los 2,000 y 5,000 metros cuadrados y se ubican principalmente en ciudades donde se geste el crecimiento vertical que experimenten las mismas así como en localidades de más de 100,000 habitantes donde predomine el nivel socioeconómico alto. Pueden ubicarse y funcionar ya sea por sí solas, siempre y cuando se encuentre ubicada en fraccionamientos o zonas con población de nivel socioeconómico alto, o bien, formando parte de centros comerciales de dicho rubro, ya sean del tipo fashion mall, LifeStyle Center o town center.

### Competidores
En su rubro como supermercado premium, sus competidores principales de City Market a nivel nacional, son Selecto Chedraui, Selecto Súper Chedraui y Selecto Supercito Chedraui de Chedraui; algunas tiendas del formato Soriana Súper ubicadas en zonas de ingresos altos de parte de Tiendas Soriana y, hasta finales de octubre de 2020, Walmart de México y Centroamérica con su desaparecido formato Superama, el cual hizo un giro cambiando de nombre y formato por lo que debido a esto en la actualidad es Walmart Express, que gracias esto City Market desbancó a la marca de Walmart de México y Centroamérica con el simple hecho de rebajar la calidad de Superama a Walmart Express.

## Casos y polémicas de City Market
Uno de los principales casos fue la tala de árboles de una de sus sucursales inauguradas en la ciudad de Cuernavaca Morelos en donde unos árboles taparían la fachada de dicho comercio, por lo que la empresa Grupo La Comer podaría la mayoría de los árboles, los cuales tenían una vida aproximada de más de 40 años de existencia en el lugar.
El diputado federal por el Partido del Trabajo (PT) Gerardo Fernández Noroña fue captado en video al interior de una sucursal de City Market, ubicada en Cuernavaca, Morelos haciendo sus compras, luego de que publicara en redes sociales un mensaje que haría sus compras mejor en Sumesa que en una tienda para la clase alta estilo prémium como lo es City Market, a lo que posteriormente sería grabado en dicha tienda, siendo tachado de clasista y racista.

## Estilo de mercado y productos
Entre los productos que exclusivamente vende City Market en México existe la gran variedad de caviar, productos Kosher, carne Wagyu, café de Kopi Luwak y selectos vinos Petrus, Vega Sicilia, Château Latour con recomendaciones de sommelieres.

## Antecedentes
La sucursal City Market de San Jerónimo fue construida en lo que anteriormente era el famoso Centro de espectáculos nocturno llamado Premier, famoso por haber dado paso a los nuevos shows de la década, tanto artistas nacionales como internacionales fueron pieza clave de este lugar ante sus últimos días debido a la modernidad de nuevos centros de espectáculos mayormente grandes.